# Джумблат, Валид
Валид Джумблат (араб. وليد جنبلاط‎; 7 августа 1949, дер. Мухтара, Ливан) — ливанский политический и партийный деятель, руководитель Прогрессивно-социалистической партии (ПСП), неоднократно занимал посты в правительстве, один из светских лидеров друзской общины.

## Биография
Родился 7 августа 1949 года в родовом селении Мухтара в 30 км от Бейрута. Принадлежит к одному из наиболее влиятельных кланов в ливанской общине друзов. Учился на факультете политических наук Американского университета в Бейруте, а также в парижском университете Сорбонна. По окончании учёбы около года работал журналистом ведущей англоязычной ливанской газеты «Ан-Нахар».
16 марта 1977 года его отец, известнейший и влиятельный политик Камаль Джумблат, у которого возникли разногласия с Сирией и Хафезом Асадом, был убит, и его место во главе друзской общины (17 марта) и ПСП (2 мая) занял Валид. С июня 1980 года возглавлял Национально-патриотические силы Ливана. Религиозное руководство общины друзов и соперничавший с Джумблатами клан Арслан под руководством Маджида Арслана составили ему серьезную оппозицию, которая сохранялась до 1982 года.
В июне 1982 года израильские вооружённые силы оккупировали регион Шуф в Горном Ливане, где проживает основная масса друзов. Джумблат безуспешно пытался наладить отношения с израильским руководством: Израиль направил в Шуф «Ливанские силы» - вооружённую милицию христиан-маронитов, давних врагов друзов. Джумблату пришлось отправиться в Дамаск и искать поддержки у Сирии. Президент Ливана Амин Жмайель налаживал связи с кланом Арслан, и Джумблат присоединился к просирийскому альянсу, выступавшему против соглашения, заключенного центральным правительством с израильтянами. В июле 1983—1984 годах стал одним из инициаторов создания и членом руководства Фронта национального спасения (ФНС), широкого блока сил, требовавшего немедленного отказа от кабального соглашения с Израилем. С 1985 — председатель Демократического патриотического фронта.
После вывода израильских войск из Шуфа в сентябре 1983 года ФНС нанёс удар по военизированным подразделениям и маронитским селам в этом районе, уничтожив примерно тысячу (по другим данным, до нескольких тысяч) мирных жителей-христиан. Ещё около 50 тысяч человек вынуждены были покинуть свои дома. Подразделения ФНС под командованием Джумблата двинулись к Бейруту, но на подступах к столице были остановлены ливанскими правительственными войсками под командованием генерала Мишеля Ауна. Тем не менее, успехи Джумблата на военном поприще сделали его признанным лидером друзов, и с тех пор это лидерство уже не встречало серьёзной оппозиции. Территориальные завоевания Джумблата шли вразрез с планами ливанских шиитов, и столкновения боевиков ПСП и шиитской партии «Амаль» во главе с Наби Берри продолжались до конца гражданской войны.
В последующий период гражданской войны, длившейся до 1990 года, неизменно выступал на стороне Сирии. В отличие от другого союзника Сирии — Наби Берри — Джумблат вёл умелую дипломатическую игру и поддерживал активные контакты не только с руководством и видными политиками арабских стран и СССР, но даже с Израилем. С мая 1984 по ноябрь 1989 года занимал пост министра общественных работ, транспорта и туризма. С 25 мая 1989 — министр общественных работ.
После того как сирийские силы в 1990 году заняли Бейрут, вновь вошёл в правительство и избрался в парламент.
После прихода к власти в Сирии Башара Асада отношения между ливанским и сирийским руководством стали более прохладными. Ещё до парламентских выборов 2000 года Джумблат заговорил о необходимости пересмотра ливано-сирийских отношений, что принесло ему значительную популярность в национальном масштабе. В дальнейшем разрыв с Дамаском усугублялся. В преддверии парламентских выборов Джумблат заключил союз с христианскими партиями «Катаиб» («Фаланги») и Национальный блок. Созданная коалиция добилась успеха, и сторонники Джумблата получили в новом правительстве три министерских поста. В сформированном в 2004 году правительстве община друзов была представлена не ПСП, а сторонниками соперника Джумблата — Т. Арслана. 

К 2005 году Джумблат уже приобрёл статус «главного вдохновителя» антисирийских сил Ливана.
После убийства 14 февраля 2005 года бывшего премьер-министра, ведущего суннитского политика и лидера антисирийской оппозиции Р. Харири Джумблат стал ключевой фигурой в оппозиции и ближайшим союзником сына Харири — Саада, который стал политическим преемником отца и возглавил созданное им антисирийское движение «Тайяр аль-Мустакбаль» («Движение за будущее»). Джумблат требовал не только вывода сирийских войск из Ливана, но и отставки просирийского президента Эмиля Лахуда. Один из руководителей «кедровой революции» 2005 года.
Джумблат опасался, что его самого постигнет участь Харири-старшего, и не покидал фамильное селение Мухтара, где проходили переговоры между оппозиционными лидерами.
В мае-июне 2005 года впервые за последние 29 лет парламентские выборы прошли без прямого вмешательства со стороны Сирии. Джумблат, заключивший союз с одним из своих былых противников — маронитом и лидером ПС Самиром Джааджаа, выступил на стороне Саада Харири, который возглавил «Блок имени мученика Рафика Харири». Джумблат направил своих доверенных лиц для переговоров с традиционно просирийскими шиитскими группировками «Амаль» и «Хизбалла», благодаря чему удалось достичь важных соглашений: в некоторых избирательных округах сторонники Харири и Джумблата объединили свои усилия с шиитами.
По результатам выборов антисирийская оппозиция получила 72 из 128 мест в парламенте. Шиитские группировки «Хизбалла» и «Амаль» вместе получили 35 мест, блоку маронита Мишеля Ауна досталось 21 место. Оппозиции не удалось завоевать двух третей парламентских мест, что не позволяло им сместить президента Лахуда. Лахуд, со своей стороны, блокировал продвижение Харири на пост премьер-министра. В июне 2005 года президент назначил главой правительства выдвинутого оппозицией Фуада Синьору. Представители ПСП вошли в сформированное Синьорой правительство.
В марте 2006 года в Ливане прошла конференция национального диалога, в которой приняли участие лидеры основных политических сил. Глава ПСП занял жёсткую позицию в отношении «Хизбаллы» и потребовал разоружения группировки. Кроме того, он выступил за привлечение помощи США для борьбы с сирийским влиянием. Вместе с Джааджаа он вновь требовал отставки президента Лахуда.
С началом ливано-израильского конфликта в июле 2006 года Джумблат осудил действия «Хизбаллы», заявив, что шиитские боевики действовали не на благо Ливана, а в интересах поддерживающих их Ирана и Сирии. Джумблат предсказывал, что в результате вооружённого противостояния шиитская группировка, даже если ей придётся отступить перед израильскими силами, кардинально увеличит своё влияние в стране, и это положит конец демократическому развитию. По мнению Джумблата, Ливан оказался между молотом и наковальней: Израилем с одной стороны и «Хизбаллой» с её зарубежными союзниками — с другой.
В конце октября 2006 года совершил визит в США, где встречался с вице-президентом Р. Чейни и госсекретарем К. Райс. По словам Джумблата, он обсуждал с Райс необходимость создания международного трибунала по расследованию убийства Р. Харири, против чего возражал Э. Лахуд.
В середине ноября 2006 года 6 шиитских министров, связанных с «Хизбаллой», отказались участвовать в работе правительства, объявив его нелегитимным и потребовав предоставления оппозиции права вето на решения кабинета. Однако Джумблат, как и другие лидеры парламентского большинства, категорически отказался пойти на какие-либо уступки. Через несколько дней в Бейруте был убит министр промышленности Пьер Жмайель, в чём Джумблат обвинил Сирию. Друзский лидер также резко отреагировал на организованные «Хизбаллой» в конце ноября массовые акции, назвав их попыткой переворота.
В феврале неожиданно выступил с особо резкими словами в адрес «Хизбаллы», заявив, что он и его сторонники готовы к войне, если война нужна исламистам. В начале мая 2008 года обвинил «Хизбаллу» в использовании видеокамер в аэропорту для отслеживания передвижений лидеров антисирийских движений с целью организации теракта, в связи с чем 6 мая ливанские власти начали расследование деятельности «Хизбаллы» в бейрутском аэропорту и использования исламистами собственной телекоммуникационной сети. В ответ «Хизбалла» организовала массовые беспорядки в Бейруте; друзский лидер при этом был лично обвинен исламистами в убийствах и похищениях членов «Хизбаллы». После нескольких дней столкновений в Бейруте призвал своих сторонников отказаться от вооружённой борьбы, передав контролируемые ими позиции армии. Вместе с другими лидерами противоборствующих сторон принял участие в переговорах, прошедших во второй половине мая в Катаре, на которых было достигнуто соглашение о мире, начале формирования правительства национального единства и избрании президентом Ливана главнокомандующего армией Мишеля Сулеймана на условиях предоставления исламистской оппозиции права вето на решения правительства.
Летом 2008 года, после формирования правительства национального единства во главе с Фуадом Синьорой, началось восстановление отношений Ливана и Сирии. Джумблат приветствовал этот процесс, заявив, однако, что Сирия должна отказаться от формальных намерений вмешательства во внутриливанские дела. В дальнейшем он также поддерживал потепление сирийско-ливанских отношений, подчёркивая, однако, важность решения особо острых для двух стран вопросов вроде проблемы разграничения сирийско-ливанской границы.
В преддверии парламентских выборов 2009 года отмечал возможность создания нового правительства национального единства с участием как прозападных, так и исламистских сил. После выборов 7 июня 2009 года, на которых большинство в ливанском парламенте получила «Коалиция 14 марта», в который входила и ПСП, друзский лидер призвал к диалогу с «Хизбаллой», заявив, что она может принять участие в новом правительстве, хотя и не должна получать права вето. Символичной стала состоявшаяся 19 июня встреча Джумблата с лидером исламистов Сайедом Хасаном Насраллой, после которой в июле 2009 года прошла примирительная встреча шиитских религиозных лидеров с религиозными лидерами друзов. В период консультаций по формированию нового правительства в начале августа 2009 года Джумблат неожиданно сообщил о выходе своих сторонников из «Коалиции 14 марта» и образовании независимой фракции в парламенте, но вскоре всё же заявил, что продолжает поддерживать Харири.

## Внешнеполитические взгляды
Был членом Президиума Всемирного Совета Мира. 

С апреля 1983 года — заместитель председателя Социалистического интернационала. 

С сентября 1986 года — председатель ливанского Комитета афро-азиатской солидарности. 

Внешнеполитические взгляды Джумблата исходит из принципа защиты конкретных интересов Ливана. Будучи союзником сирийцев во время гражданской войны в Ливане он в настоящее время является противником сильного сирийского влияния в стране и сторонником антиправительственной оппозиции в гражданской войне в Сирии.
Открыто выступает против США и делает в адрес их руководства различные негативные заявления. Так в ноябре 2003 г., после покушения на Пола Вулфовица, высказал свои сожаления по поводу того, что террористам не удалось осуществить задуманное, назвав при этом заместителя министра обороны США «вирусом, который необходимо уничтожить».

## Отношение к палестинскому вопросу
Поддерживает палестинское движение сопротивления и противостояние Израилю. Подчёркивает, что у друзов, независимо от страны проживания, должно быть общеарабское сознание, которое необходимо выражать в объединении с палестинцами против израильской политики. Неоднократно призывал друзов, проживающих в Израиле, к консолидации с палестинцами, с которыми их связывают общие этнические корни и предлагал представителям общины перейти к решительным действиям против израильских властей, указывая на то, что они могут рассчитывать на помощь и поддержку друзов проживающих в Ливане, что подвергается резкой критике в среде израильских друзов.

## Отношение к национальному и конфессиональному вопросу
Занимает подчёркнуто светскую позицию. Для того чтобы защитить свой народ от внешних и внутренних врагов, он сблизился с христианами-маронитами, утверждая, что все межконфессиональные конфликты остались в прошлом и не повторятся в будущем никогда.
Призывы к консолидации израильских друзов и палестинцев под лозунгом общности этноса не мешают ему напоминать о своих курдских корнях. На антисирийских митингах он может заявить, что президент Сирии не решил собственную (курдскую) проблему в стране, и поэтому не имеет права вмешиваться в проблемы Ливана. Однако тут же называет себя ливанцем, для которого нет принципиальной разницы, к какой этноконфессиональной общности он принадлежит.

## Дополнительная информация
Является сыном Камаля Джумблата, видного ливанского политического деятеля, и Мей Арслан, дочери известного ливанского политика Шакиба Арслана. 

В 20 лет женился в первый раз, на иранской актрисе, старше себя по возрасту (семья и особенно отец этот брак не одобряли и не признали). Вторая жена, Джерветт «Гиги», иорданка черкесского происхождения, мать его старшего сына. Третья жена — Нура Шарабати, дочь бывшего министра обороны Сирии Ахмеда аль-Шарабати.
Сыновья Таймур (1982) и Аслан (1983), дочь Даллия (1989).

## Награды
- Кавалер Большой ленты Национального ордена Кедра (24 мая 2014 года)[53].
- Орден Дружбы (6 июля 1995 года, Россия) — за большой личный вклад в развитие российско-ливанских дружественных связей и сотрудничества[54].